# Mistrzostwa Polski w pływaniu w płetwach 2021
Mistrzostwa Polski w pływaniu w płetwach 2021 – zawody pływania w płetwach, które odbyły się w dniach od 5 do 6 czerwca 2021 roku w Gliwicach. Wszystkie konkurencje zostały przeprowadzone na 50 metrowej pływalni „Olimpijczyk” w Gliwicach.

## Klasyfikacja punktowa mistrzostw
| Miejsce | Klub                              | Ilość punktów |
| ------- | --------------------------------- | ------------- |
| 1       | UKS Delfinek Chodzież             | 6 010,00      |
| 2       | UKS Manta Kościerzyna             | 4 884,00      |
| 3       | UKS Delfin Jastarnia              | 3 974,00      |
| 4       | UKS Rekin Wrocław                 | 3 124,00      |
| 5       | UKS Tri-Sea Mewa Władysławowo     | 3 092,00      |
| 6       | OSN Amfiprion Olecko              | 2 862,00      |
| 7       | Laguna 24 Toruń                   | 2 366,00      |
| 8       | Klub Sportowy Nautilus Jastrzębie | 2 290,00      |
| 9       | IKS Herkules Suwałki              | 1 276,00      |
| 10      | MUKS PIORUN Gołdap                | 1 254,00      |
| 11      | UKS „Delfin” Władysławowo         | 498,00        |

## Medaliści

### Kategoria OPEN

#### Mężczyźni
| Konkurencja                                 | Złoto                                            | Czas     | Srebro                                           | Czas                                 | Brąz                                         | Czas                                    |
| Bi-fins                                     |                                                  |          |                                                  |                                      |                                              |                                         |
| 50 metrów                                   | Szymon Kropidłowski UKS Manta Kościerzyna        | 19.41    | Bartosz Makowski UKS Rekin Wrocław               | 19.75                                | Kacper Jurczak OSN Amfiprion Olecko          | 20.53                                   |
| 100 metrów                                  | Szymon Kropidłowski UKS Manta Kościerzyna        | 42.20    | Bartosz Makowski UKS Rekin Wrocław               | 44.21                                | Kacper Jurczak OSN Amfiprion Olecko          | 45.20                                   |
| 200 metrów                                  | Szymon Kropidłowski UKS Manta Kościerzyna        | 1:40.87  | Kacper Jurczak OSN Amfiprion Olecko              | 1:43.72                              | Bartosz Makowski UKS Rekin Wrocław           | 1:43.97                                 |
| 400 metrów                                  | Szymon Kropidłowski UKS Manta Kościerzyna        | 3:44.65  | Radosław Grabowski UKS Delfinek Chodzież         | 3:46.42                              | Michał Koliński UKS Manta Kościerzyna        | 3:53.05                                 |
| Po powierzchni                              |                                                  |          |                                                  |                                      |                                              |                                         |
| 50 metrów                                   | Filip Nowak UKS Delfinek Chodzież                | 16.36    | Dominik Frankowski UKS Rekin Wrocław             | 18.00                                | Damian Kutela UKS Manta Kościerzyna          | 18.11                                   |
| 100 metrów                                  | Dominik Frankowski UKS Rekin Wrocław             | 41.37    | Damian Kutela UKS Manta Kościerzyna              | 41.58                                | Natan Jeliński UKS Tri-Sea Mewa Władysławowo | 42.16                                   |
| 200 metrów                                  | Filip Drażba OSN Amfiprion Olecko                | 1:28.98  | Dominik Frankowski UKS Rekin Wrocław             | 1:36.36                              | Natan Jeliński UKS Tri-Sea Mewa Władysławowo | 1:39.40                                 |
| 400 metrów                                  | Kamil Pietras UKS Delfinek Chodzież              | 3:13.59  | Filip Drażba OSN Amfiprion Olecko                | 3:14.41                              | Dominik Frankowski UKS Rekin Wrocław         | 3:38.26                                 |
| 800 metrów                                  | Kamil Pietras UKS Delfinek Chodzież              | 6:51.84  | Filip Drażba OSN Amfiprion Olecko                | 6:58.95                              | Dawid Stefanowski UKS Manta Kościerzyna      | 7:54.73                                 |
| 1500 metrów                                 | Kamil Pietras UKS Delfinek Chodzież              | 13:04.96 | Karol Grudziński UKS Rekin Wrocław               | 15:36.14                             | (wystartowało jedynie dwóch zawodników)      | (wystartowało jedynie dwóch zawodników) |
| Pod wodą oraz z aparatem oddechowym i butlą |                                                  |          |                                                  |                                      |                                              |                                         |
| 50 metrów                                   | Filip Nowak UKS Delfinek Chodzież                | 14.72    | Hubert Dyrszka Klub Sportowy Nautilus Jastrzębie | 16.72                                | Damian Kutela UKS Manta Kościerzyna          | 16.76                                   |
| 100 metrów                                  | Hubert Dyrszka Klub Sportowy Nautilus Jastrzębie | 39.68    | Natan Jeliński UKS Tri-Sea Mewa Władysławowo     | 40.24                                | Mikołaj Pukas UKS Rekin Wrocław              | 45.93                                   |
| 400 metrów                                  | Natan Jeliński UKS Tri-Sea Mewa Władysławowo     | 3:26.89  | (wystartował jedynie jeden zawodnik)             | (wystartował jedynie jeden zawodnik) | (wystartował jedynie jeden zawodnik)         | (wystartował jedynie jeden zawodnik)    |

#### Kobiety
| Konkurencja                                 | Złoto                                                     | Czas     | Srebro                                                    | Czas                                     | Brąz                                             | Czas                                     |
| Bi-fins                                     |                                                           |          |                                                           |                                          |                                                  |                                          |
| 50 metrów                                   | Antonina Dudek UKS Delfinek Chodzież                      | 22.75    | Aleksandra Chmielewska IKS Herkules                       | 23.15                                    | Katarzyna Fara UKS „Delfin” Władysławowo         | 23.36                                    |
| 100 metrów                                  | Antonina Dudek UKS Delfinek Chodzież                      | 49.38    | Aleksandra Chmielewska IKS Herkules                       | 50.73                                    | Weronika Prentka Laguna 24 Toruń                 | 51.20                                    |
| 200 metrów                                  | Aleksandra Chmielewska IKS Herkules                       | 1:51.78  | Julia Gwaj IKS Herkules                                   | 1:52.50                                  | Weronika Prentka Laguna 24 Toruń                 | 1:53.41                                  |
| 400 metrów                                  | Aleksandra Chmielewska IKS Herkules                       | 3:56.17  | Julia Gwaj IKS Herkules                                   | 4:05.65                                  | Julia Greń UKS Manta Kościerzyna                 | 4:08.13                                  |
| Po powierzchni                              |                                                           |          |                                                           |                                          |                                                  |                                          |
| 50 metrów                                   | Julia Małachowska UKS Delfinek Chodzież                   | 18.51    | Kinga Małachowska UKS Delfinek Chodzież                   | 18.91                                    | Zuzanna Rzepka Klub Sportowy Nautilus Jastrzębie | 19.46                                    |
| 100 metrów                                  | Zuzanna Rzepka Klub Sportowy Nautilus Jastrzębie          | 42.12    | Julia Małachowska UKS Delfinek Chodzież                   | 42.65                                    | Kinga Małachowska UKS Delfinek Chodzież          | 42.98                                    |
| 200 metrów                                  | Katarzyna Truszczyńska-Gzyl UKS Tri-Sea Mewa Władysławowo | 1:39.39  | Agata Struck UKS Delfin Jastarnia                         | 1:39.56                                  | Inez Jesiołowska UKS Delfinek Chodzież           | 1:45.69                                  |
| 400 metrów                                  | Katarzyna Truszczyńska-Gzyl UKS Tri-Sea Mewa Władysławowo | 3:39.27  | Agata Struck UKS Delfin Jastarnia                         | 3:40.67                                  | Gabriela Biszewska IKS Herkules                  | 3:54.26                                  |
| 800 metrów                                  | Katarzyna Truszczyńska-Gzyl UKS Tri-Sea Mewa Władysławowo | 7:42.77  | Agata Struck UKS Delfin Jastarnia                         | 7:42.79                                  | Aleksandra Bukowińska UKS Delfinek Chodzież      | 8:14.74                                  |
| 1500 metrów                                 | Michalina Pietraszek UKS Delfinek Chodzież                | 16:57.95 | (wystartowała jedynie jedna zawodniczka)                  | (wystartowała jedynie jedna zawodniczka) | (wystartowała jedynie jedna zawodniczka)         | (wystartowała jedynie jedna zawodniczka) |
| Pod wodą oraz z aparatem oddechowym i butlą |                                                           |          |                                                           |                                          |                                                  |                                          |
| 50 metrów                                   | Kinga Małachowska UKS Delfinek Chodzież                   | 17.56    | Julia Małachowska UKS Delfinek Chodzież                   | 17.68                                    | Zuzanna Rzepka Klub Sportowy Nautilus Jastrzębie | 18.15                                    |
| 100 metrów                                  | Zuzanna Rzepka Klub Sportowy Nautilus Jastrzębie          | 40.57    | Katarzyna Truszczyńska-Gzyl UKS Tri-Sea Mewa Władysławowo | 44.79                                    | Maja Raniszewska Laguna 24 Toruń                 | 47.53                                    |
| 400 metrów                                  | Katarzyna Truszczyńska-Gzyl UKS Tri-Sea Mewa Władysławowo | 3:33.91  | Maja Raniszewska Laguna 24 Toruń                          | 4:07.89                                  | Weronika Tusk UKS Tri-Sea Mewa Władysławowo      | 4:31.86                                  |

#### Sztafety mieszane
| Konkurencja    | Złoto | Czas    | Srebro | Czas    | Brąz | Czas    |
| Bi-fins        | |         | |         | |         |
| 4x100 metrów   | UKS Manta Kościerzyna Balbina Sikora (54.01) Julia Greń (52.74) Michał Koliński (46.37) Szymon Kropidłowski (42.28) | 3:15.40 | UKS Delfinek Chodzież Antonina Dudek (49.11) Oliwier Jesiołowski (48.19) Marta Humerczyk (54.32) Radosław Grabowski (45.51)      | 3:17.13 | OSN Amfiprion Olecko Kacper Jurczak (45.87) Filip Drażba (47.34) Natalia Hatalska (53.66) Kinga Chodyna (55.00)                     | 3:21.87 |
| Po powierzchni | |         | |         | |         |
| 4x100 metrów   | UKS Delfinek Chodzież Filip Nowak (38.58) Kamil Pietras (40.59) Kinga Małachowska (41.99) Julia Małachowska (42.96) | 2:44.12 | Klub Sportowy Nautilus Jastrzębie Zuzanna Rzepka (42.13) Amelia Pisarczyk (46.79) Adrian Michalak (42.55) Hubert Dyrszka (41.28) | 2:52.75 | UKS Delfinek Chodzież Radosław Grabowski (41.61) Oliwier Jesiołowski (42.51) Aleksandra Bukowińska (48.99) Inez Jesiołowska (46.08) | 2:59.19 |